# Nedelišće
Nedelišće är en ort i Kroatien.   Den ligger i länet Međimurje, i den nordöstra delen av landet, 70 km nordost om huvudstaden Zagreb. Nedelišće ligger 168 meter över havet och antalet invånare är 4 452.
Terrängen runt Nedelišće är platt. Runt Nedelišće är det ganska tätbefolkat, med 67 invånare per kvadratkilometer. Närmaste större samhälle är Čakovec, 3,7 km öster om Nedelišće. Trakten runt Nedelišće består till största delen av jordbruksmark.